# Out of Control
「Out of Control」（アウト・オブ・コントロール）は、Nothing's Carved In Stoneの4枚目のシングル。2013年3月6日にEPIC Recordsから発売された。

## 収録曲
（全作詞・作曲・編曲：Nothing's Carved In Stone）

### 通常盤
1. Out of Control
テレビアニメ『PSYCHO-PASS サイコパス』後期オープニングテーマ。
2. Crystal Beat
3. Raining Ash